# Coefficient d'emprise au sol
Pour les articles homonymes, voir CES.
Ne doit pas être confondu avec coefficient d'occupation des sols.

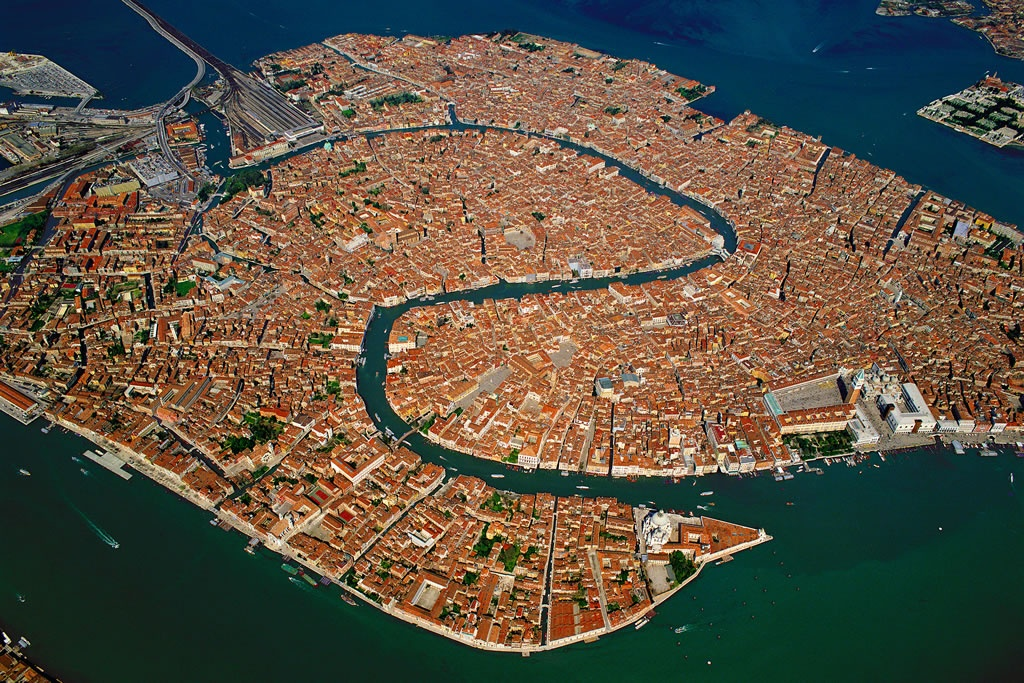
Les centres anciens affichent un coefficient d'emprise au sol souvent près de 1.

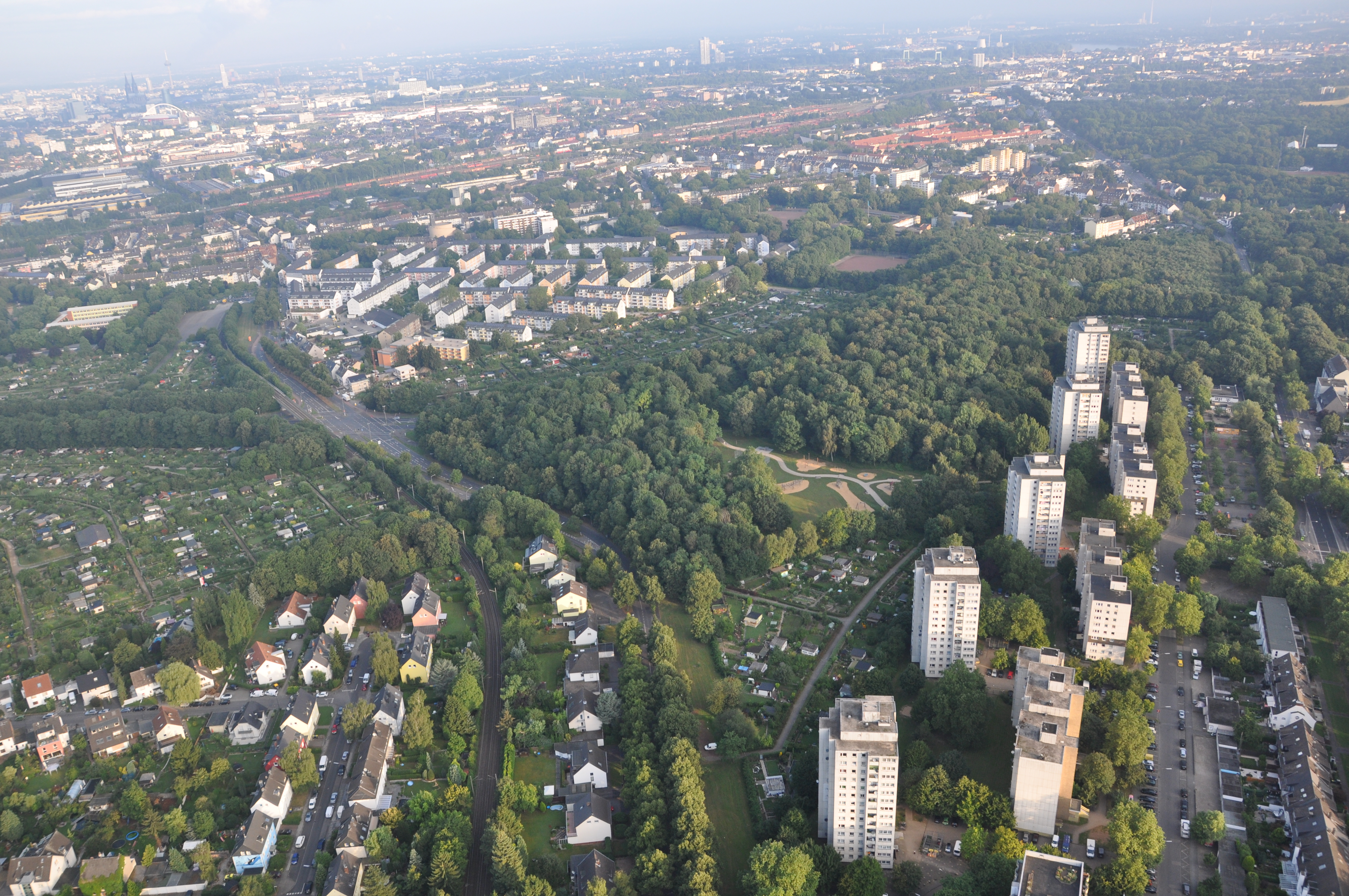
Un habitat dispersé affiche un coefficient d'emprise au sol près de 0.

Le coefficient d'emprise au sol est un rapport permettant de mesurer la densité de l'occupation du sol en urbanisme. Il est obtenu en divisant la quantité de sol occupée par une construction par la taille de la parcelle qu'il occupe. Ainsi, un coefficient d'emprise au sol est immanquablement compris entre 0 et 1. Il est parfois exprimé sous forme de pourcentage.

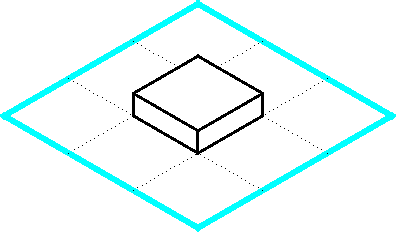
Parcelle avec un CES de 0,11 et un COS de 0,11
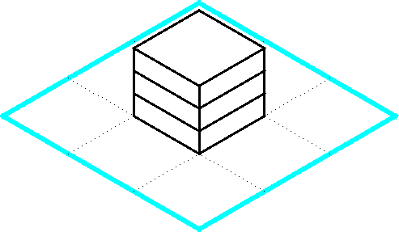
Parcelle avec un CES de 0,11 et un COS de 0,33
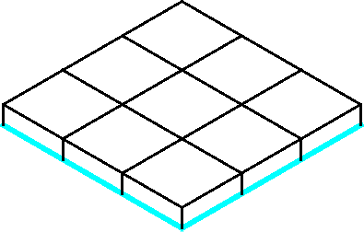
Parcelle avec un CES de 1,00 et un COS de 1,00
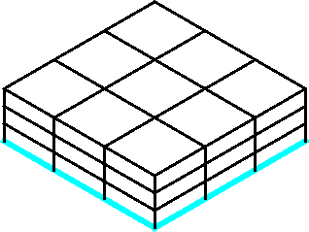
Parcelle avec un CES de 1,00 et un COS de 3,00

Son utilité réside dans la gestion des espaces libres, et peut être supportée par des motifs paysagers ou d'assainissement : nécessité d'espaces verts et perméables pour l'infiltration ou le recueil des eaux pluviales, réserve pour espaces publics, etc.
En Suisse, le CES est plutôt nommé « coefficient d'occupation au sol » .